# Royal Choral Society
La Royal Choral Society est un ensemble vocal britannique fondé en 1871. Il est toujours actif aujourd'hui.

## Historique
Fondée en 1871 sous le nom de Royal Albert Hall Choral Society, la société a donné son premier concert le 8 mai 1872 au Royal Albert Hall, avec mille choristes dirigés par Charles Gounod. Le 15 mai 1875, elle a donné la création anglaise du Requiem de Verdi dirigé par lui-même, puis en 1914 Parsifal de Richard Wagner à Covent Garden sous la direction d'Artur Bodanzky. L'ensemble actuel est constitué de deux cents choristes.

## Chefs permanents
- Charles Gounod (1871-1873)
- Joseph Barnby (1873-1896)
- Frank Bridge (1896-1922)
- Malcolm Sargent (1928-1967)
- Wyn Morris (en) (1968-1969)
- Meredith Davies (1973-1994)
- Richard Cooke (1995-

## Source
- Alain Pâris, Dictionnaire des interprètes, Bouquins/Laffont 1989, p.1041